# Holger Gerlach
Holger Gerlach (* 14. Mai 1974 in Jena) war einer der wichtigsten Unterstützer der rechtsterroristischen Zelle „Nationalsozialistischer Untergrund“ (NSU). Er wurde im NSU-Prozess wegen Unterstützung einer terroristischen Vereinigung zu drei Jahren Haft verurteilt.

## Biographie
Holger Gerlach stammt aus Thüringen, lebte aber zuletzt im Landkreis Schaumburg in Niedersachsen.
Holger Gerlach soll ab Mitte 1990er Jahre Mitglied der „Freien Kameradschaft Jena“ gewesen sein, zu der Uwe Böhnhardt, Uwe Mundlos, Beate Zschäpe, Ralf Wohlleben und André Kapke gehörten. Die ersten drei bildeten nach 1998 die neonazistische Terrorzelle „Nationalsozialistischer Untergrund“ (NSU), die erst 2011 aufflog. Gerlach, der im NSU-Prozess behauptete, von den Morden seiner Freunde nichts gewusst zu haben, übergab Uwe Böhnhardt seinen Ersatzführerschein sowie 2001 seinen eigenen Pass. Zehn Jahre später ließ Gerlach einen Pass auf seinen Namen, aber mit dem Foto von Uwe Böhnhardt ausstellen und übergab ihm diesen. Damit konnte Böhnhardt unter falschem Namen agieren. Für Beate Zschäpe kaufte er von einer Friseurin in Hannover deren Krankenversichertenkarte für 300 Euro.
Zudem soll er im Jahr 2001 im Auftrag von Ralf Wohlleben eine Waffe von Jena nach Zwickau transportiert haben. Im Jahr 2007 wurde mit seinem Personalausweis das Wohnmobil angemietet, das Uwe Böhnhardt und Uwe Mundlos beim Mord an der Polizistin Michèle Kiesewetter und dem Mordversuch an ihrem Kollegen Martin A. benutzten.
Holger Gerlach legte vor Gericht ein umfassendes Geständnis ab. Bereits in einer ersten Vernehmung räumte er ein, die beiden Terroristen Uwe Böhnhardt und Uwe Mundlos unterstützt zu haben.
Gerlach war nach Erkenntnissen des niedersächsischen Verfassungsschutzes als Mitläufer der Neonazi-Szene bekannt. Er war bis zum Jahr 2005 durch neonazistische Aktivitäten in Erscheinung getreten.
Nach seiner Entlassung aus der Untersuchungshaft war Gerlach im Zeugenschutzprogramm des Bundeskriminalamtes, bis er es aus unbekannten Gründen freiwillig verließ.

## Prozess
Gerlach wurde von den Anwälten Stefan Hachmeister und Pajam Rokni-Yazdi vertreten.  Vor Gericht gestand er, Pässe und einen Führerschein für Zschäpe, Böhnhardt und Mundlos organisiert zu haben. Er gab zu, 10.000 Euro an seinem Wohnort im niedersächsischen Lauenau für den NSU deponiert zu haben. Er entschuldigte sich in einer verlesenen Erklärung für seine Tat. Gerlach wurde vom OLG München am 11. Juli 2018 zu drei Jahren Haft wegen Unterstützung einer terroristischen Vereinigung verurteilt. Er wurde noch am Tag der Urteilsverkündung aus der Untersuchungshaft entlassen, weil das Gericht angesichts der verhängten Strafe und der Länge der zurückliegenden Haft eine weitere Vollstreckung der Untersuchungshaft nicht mehr als verhältnismäßig ansah.